# Makija
Makija (fr. maqui, šp. maquia,   tal. macchia) je najvažniji ekosustav Mediterana koji se sastoji od grmlja i termofilnih biljaka visokih do najviše 4 metra. 
Makije su nastale degradacijom šuma zbog nepovoljnih uvjeta te zbog pretjeranog iskorištavatnja za različite ljudske djelatnosti poput spaljivanja ili ispaše. 
Značaj makije kao staništa brojnih biljnih vrsta je nemjerljiv i stoga je u mnogim dijelovima Europe zaštićena.
Osim na Mediteranu, makija je rasprostranjena i u Kaliforniji, Australiji, Južnoj Africi i Čileu. 
Makijom su nazivani i članovi Francuskog pokreta otpora za vrijeme  II. svjetskog rata.

## Poveznice
- Šikara
- Mediteransko-litoralni pojas

## Vanjske poveznice
- Hrvatske šume
- (engl.) Miris makije na otoku Korzici